# Томас Мітчелл
Сер Томас Лівінгстон Мітчелл (англ. Thomas Livingstone Mitchell, 1792—1855) — шотландський мандрівник, дослідник Австралії.
Народився 16 червня 1792 року у Гренджмуті (Стірлінгшир, Шотландія). Освіту здобував у Единбурзькому університеті, однак через смерть батька був змушений облишити навчання та 1811 року пішов до армії і служив у частинах, що квартирували в Португалії, та брав участь у кампаніях проти Наполеона на Піренейському півострові.
У 1827 році Мітчелла перевели на службу у Новий Південний Уельс. У 1831 році він здійснив свою першу подорож, під час якої дослідив верхів'я річки Дарлінг та її приток. У 1835 році він знову здійснив огляд річки Дарлінг та прилеглих районів і заклав на Дарлінгу форт Борк; під час однієї з сутичок з австралійськими аборигенами було вбито ботаніка Віктора Каннінгема.
У 1836 році відбулась третя експедиція Мітчелла. Він потрапив до раніше абсолютно не досліджених областей на південь від річки Муррей і вийшов до Бассової протоки в районі нинішнього Мельбурна, звідки, пішовши з узбережжя дещо вглиб континенту, направився на схід і перевалив Австралійські Альпи. Ця подорож також супроводжувалась неодноразовими сутичками з аборигенами. Відкриту країну Мітчелл назвав «Australia Felix» («Щаслива Австралія», надалі — штат Вікторія) й організував її швидке заселення емігрантами з Європи.
У 1845—1847 роках Мітчел знову подорожував у басейні річки Дарлінг і відкрив витоки найпівнічніших її приток, в тому числі й річку Кондамайн. Звідти він направився ще далі на північ і дослідив дві гірські групи Великого Вододільного хребта: Маунт-Кінг і Маунт-Фараді. Там він виявив витоки річки Купер-Крик. Повернувши на схід Мітчелл вийшов до Тихого океану та вздовж узбережжя повернувся у Сідней.
Свої подорожі Мітчелл описав у двох книгах:
- Three Expeditions into the Interior of Eastern Australia, Volume 1 [Архівовано 24 вересня 2009 у Wayback Machine.]; Three Expeditions into the Interior of Eastern Australia, Volume 2 [Архівовано 24 вересня 2009 у Wayback Machine.]. 1838
- Journal of an Expedition into the Interior of Tropical Australia [Архівовано 24 вересня 2009 у Wayback Machine.]. 1848

Мітчелл помер 5 жовтня 1855 року в Сіднеї.
На честь Мітчелла названо місто у Квінсленді, коледж у Водонзі (Вікторія) й низку інших об'єктів в Австралії.